# Między brzegami (film)
Między brzegami – polski film psychologiczny z 1962 roku opisujący tragiczne wydarzenia w rybackiej wiosce.
Film kręcony w Rowach i Ustce.

## Obsada aktorska
- Kazimierz Fabisiak – dziadek Filip
- Maria Ciesielska – Maria
- Halina Czengery – żona Rudego, matka Madzi
- Ryszarda Hanin – była żona Rudego, matka Piotrka
- Marek Kondrat – Piotrek